# 胡为柏
胡为柏（1923年11月—），男，江西玉山人，中国选矿工程专家，曾任中南工业大学教授、博士生导师。